# موریتس زاکسن
موریتس زاکسن  (آلمانی: Graf Hermann Moritz von Sachsen؛ ۲۸ اکتبر ۱۶۹۶ – ۲۰ نوامبر ۱۷۵۰) یک جنرالیسیمو ارتش امپراتوری فرانسه بود. وی متولد آلمان بود.